# Scherma ai IX Giochi del Mediterraneo
Le competizioni si sono svolte sia in ambito maschile che femminile, mettendo in palio un totale di 4 ori, 4 argenti e 4 bronzi nelle seguenti specialità:
- Fioretto
- Sciabola
- Spada

## Podi

### Uomini
| Evento               | Oro               | Argento              | Bronzo           |
| Spada                |                   |                      |                  |
| Spada individuale    | Sandro Cuomo      | Angelo Mazzoni       | Ángel Fernández  |
| Fioretto             |                   |                      |                  |
| Fioretto individuale | Haluk Yamaç       | Ahmed Shafik         | Mauro Numa       |
| Sciabola             |                   |                      |                  |
| Sciabola individuale | Ferdinando Meglio | Jean-François Lamour | Valentin Paraiso |

### Donne
| Evento               | Oro              | Argento           | Bronzo      |
| Fioretto             |                  |                   |             |
| Fioretto individuale | Dorina Vaccaroni | Carola Cicconetti | Aysel Güneş |

## Medagliere
| Posizione | Paese   |   |   |   | Totale |
| --------- | ------- | - | - | - | ------ |
| 1         | Italia  | 3 | 2 | 1 | 6      |
| 2         | Turchia | 1 | 0 | 1 | 2      |
| 3         | Francia | 0 | 1 | 0 | 1      |
| 3         | Egitto  | 0 | 1 | 0 | 1      |
| 5         | Spagna  | 0 | 0 | 2 | 2      |
| Totale    | Totale  | 4 | 4 | 4 | 12     |